# 瑞金二路

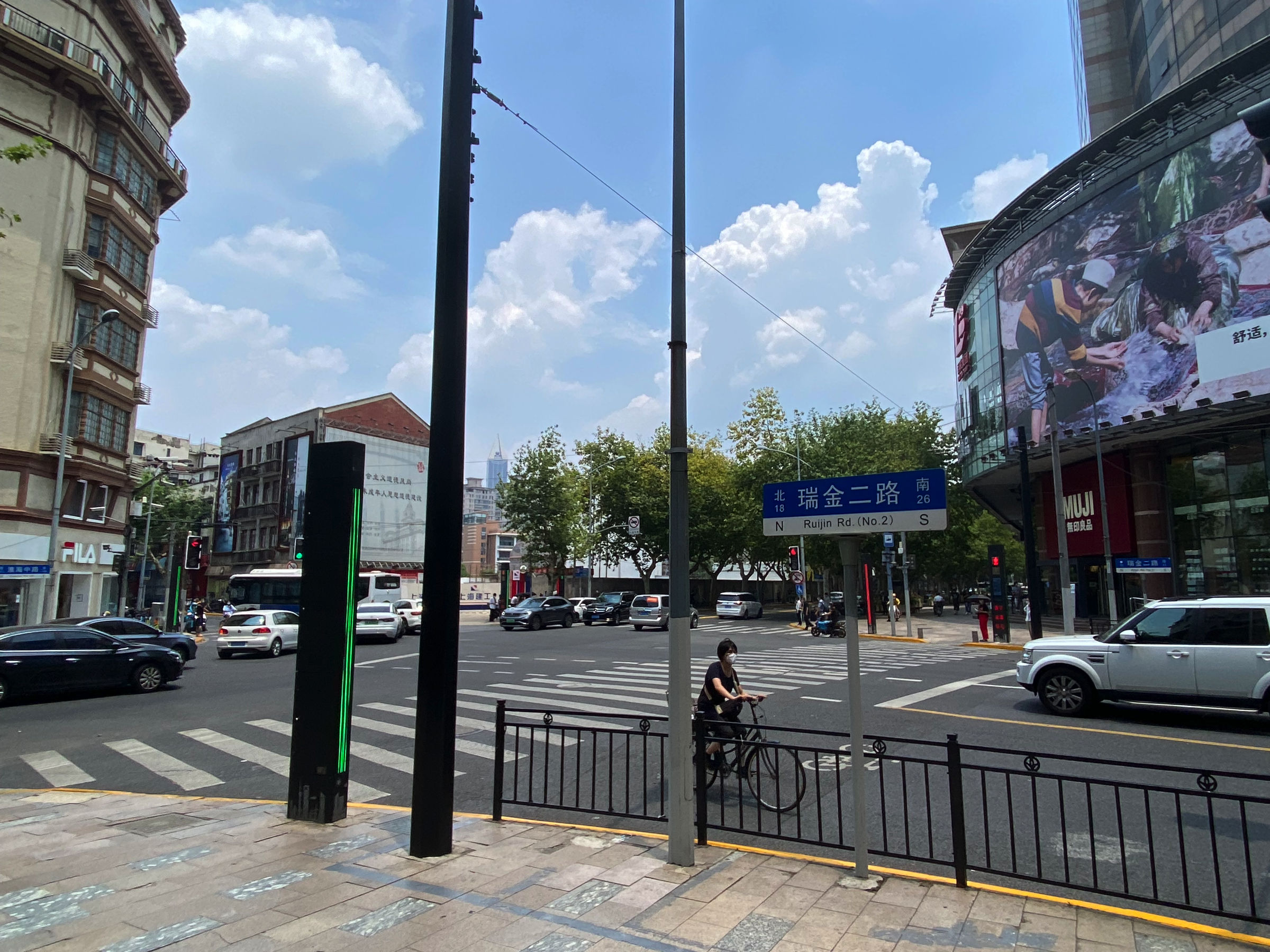
瑞金二路与淮海中路交叉口

瑞金二路是上海市黄浦区的一条街道（在原卢湾区境内），南北走向。北起淮海中路（原霞飞路），南至徐家汇路（今肇嘉浜路）。全长1517米。在1943年汪精卫政权收回上海法租界以前名为金神父路（法語：Route Pere Robert）。

## 开辟
1907年上海法租界公董局越界辟筑，1914年划入上海法租界。

## 特色
当时是上海法租界中部的一条南北向重要马路。沿路多新式里弄和公寓。

## 沿路近代建筑
- 瑞金二路118号188号  住宅/瑞金宾馆3#楼
- 三井洋行大班住宅  瑞金宾馆4#楼
- 马立斯公寓 John Morriss Garden  今瑞金宾馆1号楼
- 瑞金二路129弄  花园坊
- 瑞金二路197号  瑞金医院
- 瑞金二路198弄  安和新村

## 交汇道路（由北向南）
- 淮海中路
- 南昌路
- 皋兰路
- 香山路
- 复兴中路
- 永嘉路
- 绍兴路
- 建德路
- 建国西路、建国东路
- 泰康路
- 肇嘉浜路